# إدي دبلن
إدي دبلن (بالفرنسية: Eddy Dublin)‏ هو لاعب كرة قدم لوكسمبورغي في مركز الوسط، ولد في 9 فبراير 1943 في لوكسمبورغ. شارك مع منتخب لوكسمبورغ لكرة القدم. أما مع النوادي، فقد لعب مع إي أس نانسي وسبورا لوكسمبورغ ونادي ميلوز.

## وصلات خارجية
- إدي دبلن على موقع الاتحاد الدولي (مؤرشف)  (الإنجليزية)
- إدي دبلن على موقع قاعدة بيانات كرة القدم.إي يو (الإنجليزية)
- إدي دبلن على موقع ناشيونال فوتبول تيمز (الإنجليزية)